# Площа Ала-Тоо
Площа Ала-Тоо (кирг. Ала-тоо аянты, [ɑlɑtoː ɑjɑntɯ́]) — центральний майдан у столиці Киргизстану місті Бішкеку, названий на честь Киргизького (Таласького) Ала-Тоо (Алатау).

## З історії площі
Сучасна площа Ала-Тоо в Бішкеку як площа Леніна була побудована в 1984 році, на честь святкування шістдесятирічного ювілею Киргизької РСР. У цей час з ціє нагоди в самому центрі площі було споруджено масивну статую Леніна.
Вже за незалежності Киргизстану (від 1991 року) майдан дістав свою сучасну назву — площа Ала-Тоо.
У 2003 році пам'ятник Леніну був переміщений на меншу за розмірами площу Бішкека, а на його місце була поставлена статуя «Еркендік», що в перекладі з киргизької означає «Свобода».
У новітній історії Киргизстану майдан теж відіграв свою роль — під час «революції тюльпанів» площа стала місцем однієї з найбільших антиурядових демонстрацій 24 березня 2005 року.
Майдан Ала-Тоо вже традиційно є місцем проведення різноманітних державних заходів, урочистостей, святкувань. Так, у 2008 році площа Ала-Тоо стала місцем меморіальної церемонії на честь всесвітньо відомого киргизького письменника Чингіза Айтматова.
У 2009 році було здійснено реконструкцію центральної частини площі Ала-Тоо. Так, була проведена реконструкція фонтанів, зокрема, встановлення першого в місті світломузичного фонтану, оснащення підсвіткою і решти трьох фонтанів; були розбиті оригінальні квіткові клумби.

## Об'єкти
На площі Ала-Тоо розташований парламент країни — Киргизька Національна асамблея.
Південною кінцівкою майдану є комплекс Національного історичного музею Киргизстану.
На майдані встановлено відразу декілька монументів:
- — статуя «Еркендік» («Свобода»);
- — головний офіційний флагшток з національним прапором Киргизстану.

З південного заходу до площі примикає Центральний сквер.